# Sasa palmata
Саса широколиста (Sasa palmata) — вид рослини родини.

## Назва
В англійській мові має назву «широколистий бамбук» (англ. broadleaf bamboo).

## Будова
Вічнозелена швидкоросла рослина з великим листям, що згруповані у формі віяла.

## Поширення та середовище існування
Зростає у лісах східної Азії.

## Практичне використання
Використовується як декоративна рослина. Сильно розростається.

## Галерея

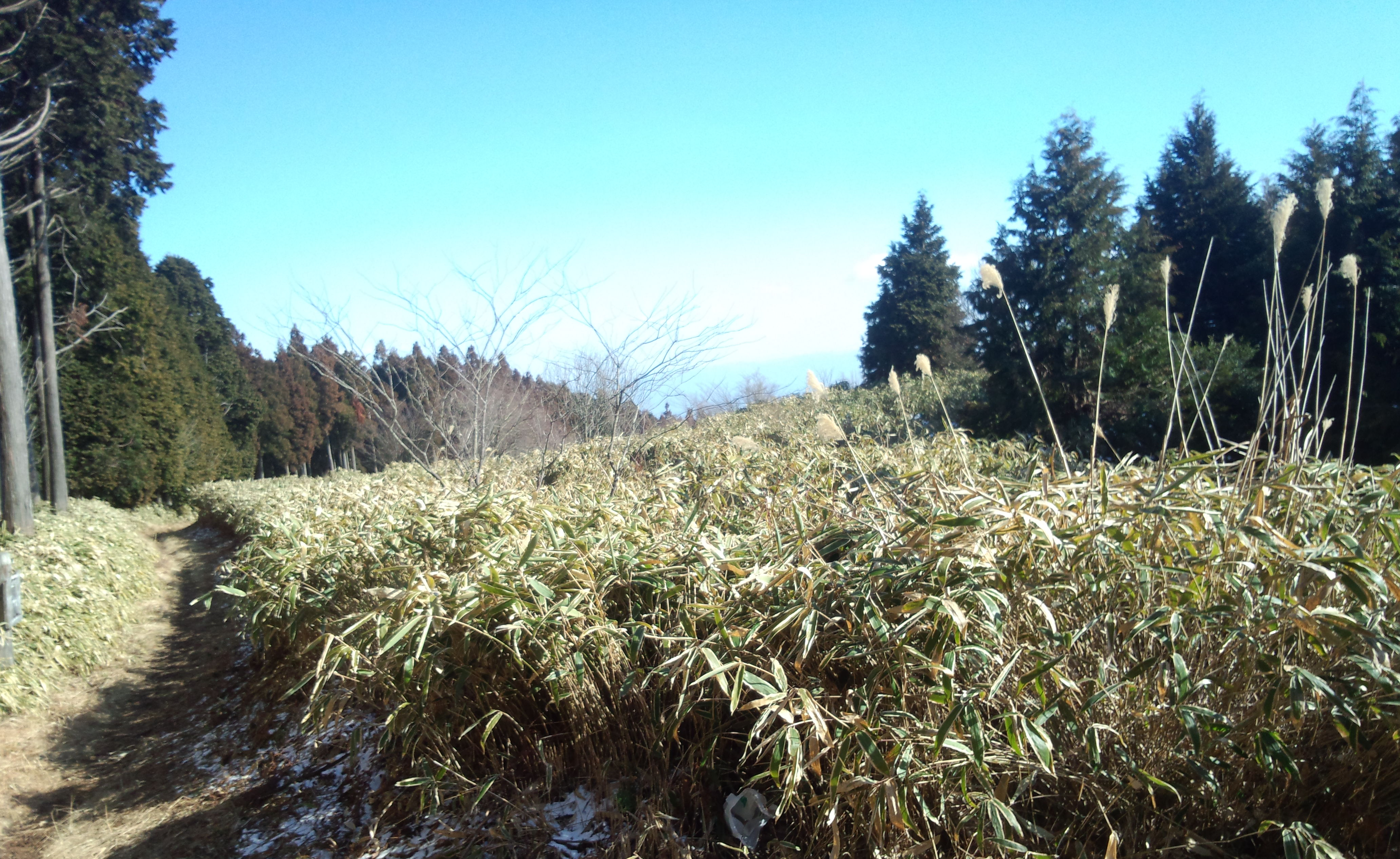
Плантація саси
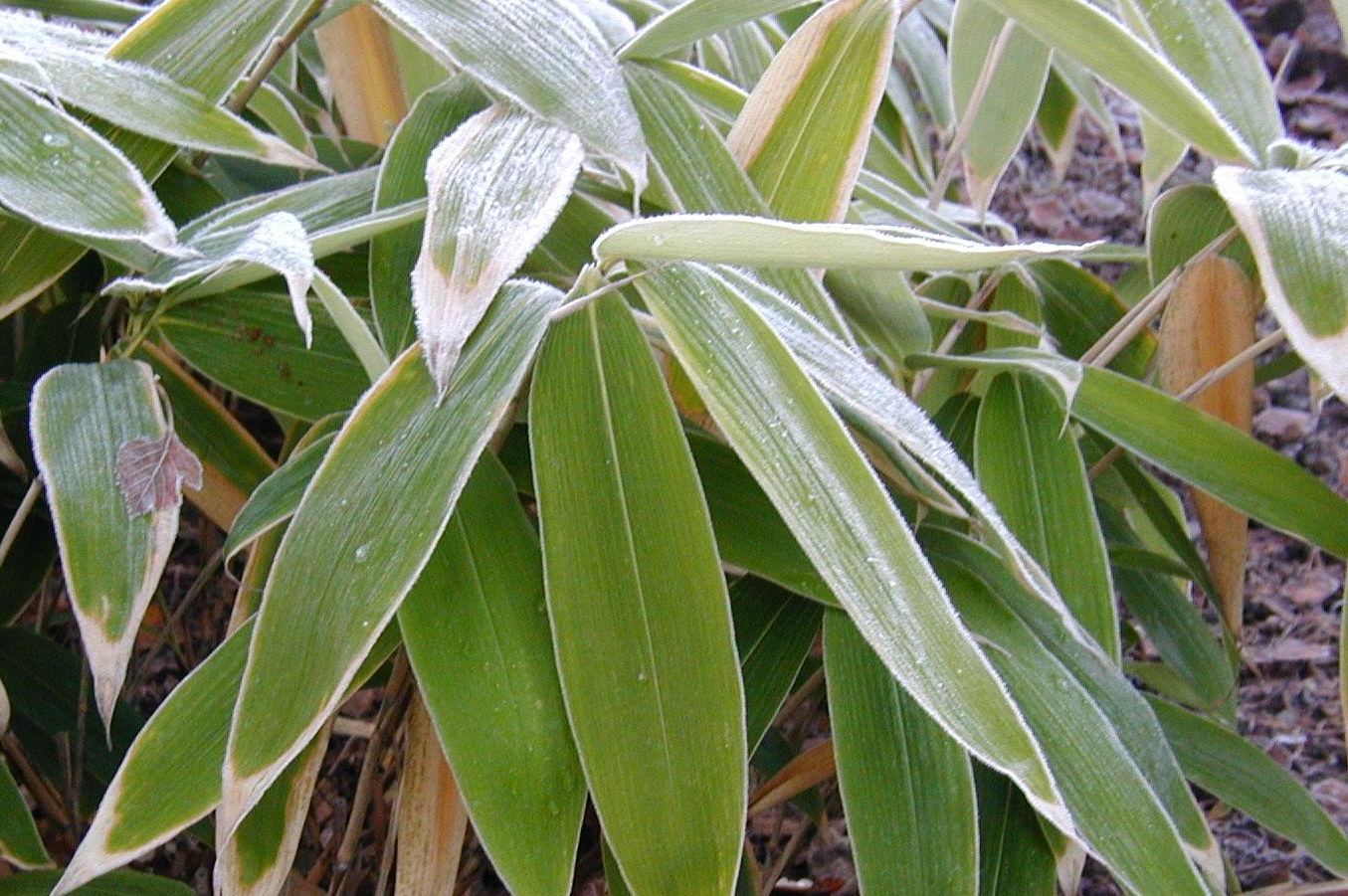
Листя взимку